# Detlef Beiersdorf
Detlef Beiersdorf (* 6. Juni 1952) ist ein ehemaliger deutscher Fußballspieler, der in den 1970er Jahren für den 1. FC Lokomotive Leipzig und die BSG Chemie Leipzig in der DDR-Oberliga, der höchsten Spielklasse im DDR-Fußball aktiv war. 

## Sportliche Laufbahn
Als Juniorenspieler  tauchte Detlef Beiersdorf erstmals in der Juniorenoberligasaison 1968/69 auf. Dort spielte er als Abwehrspieler für den 1. FC Lok Leipzig. Im überregionalen Männerbereich trat Beiersdorf zum ersten Mal in der Spielzeit 1973/74 bei der 2. Mannschaft des 1. FC Lok in der zweitklassigen DDR-Liga in Erscheinung.  Er kam in der Hinrunde in elf Ligaspielen zum Einsatz, in denen er als Abwehrspieler und im Mittelfeld aufgeboten wurde. 1974/75 war Beiersdorf weiterhin Abwehrspieler beim 1. FC Lok II, konnte sich aber mit 18 Einsätzen bei 22 Ligaspielen und zwei Toren als Stammspieler etablieren. In dieser Saison kam er auch zu seinem einzigen Oberligaeinsatz bei Lok Leipzig. Am 11. Spieltag in der Begegnung FC Rot-Weiß Erfurt – 1. FC Lok (4:1) wurde er in der 72. Minute für den verletzten Stürmer Henning Frenzel eingewechselt. Die 2. Mannschaft musste in die Bezirksliga absteigen.
Detlef Beiersdorf wechselte daraufhin zum Leipziger Lokalrivalen, der Betriebssportgemeinschaft (BSG) Chemie Leipzig. Dort spielte er 1975/76 aber in der 2. Mannschaft hauptsächlich in der Bezirksliga. Nur zweimal kam er auch in der Oberliga zum Einsatz. Während er am 10. Spieltag bei der Begegnung  BSG Chemie – FC Karl-Marx-Stadt (1:3) wieder nur Einwechselspieler war, konnte er am folgenden Spieltag bei der 0:4-Auswärtsniederlage gegen den Halleschen FC Chemie als rechter Mittelfeldspieler die gesamte Spieldauer absolvieren. 
Von der Saison 1976/77 an spielte Beiersdorf beim DDR-Ligisten Aktivist Espenhain, einem Sammelbecken ausgemusterter Leipziger Fußballspieler. Beiersdorf verbrachte im Leipzig nahem Espenhain fünf DDR-Liga-Spielzeiten, in denen er als Abwehrspieler stets zur Stammelf zählte. Von 110 möglichen Einsätzen bestritt er 94 Spiele. Das einzige Ligator erzielte er in seiner ersten Saison. In seiner letzten Spielzeit 1980/81 bei der BSG Aktivist kam er als 28-Jähriger noch auf 19 Einsätze, am Saisonende aber nur noch als Einwechselspieler. 
Nach neun Spielzeiten in DDR-Liga und Oberliga beendete Detlef Beiersdorf seine Laufbahn im höheren Ligenbereich. Als Freizeitfußballer schloss er sich dem drittklassigen Bezirksligisten Motor Leipzig-Lindenau an.